# Joan Rebull i Llambrich
Joan Rebull i Llambrich (L'Ametlla de Mar, Baix Ebre, 26 de juny de 1943), és un pintor i escriptor català.
És llicenciat en Ciències Polítiques i Econòmiques per la Universitat Complutense de Madrid, i és autodidacta pel que fa a la pintura. Es va ordenar com a capellà al seminari de Tortosa on va rebre tutoratge artístic dels pintors Ricard Cerveto i Riba i Lluís Llop i Adam.
És autor de diverses obres murals, entre les quals cal destacar:
- "Pujada de la Mare de Déu a Mig Camí", ubicat a l'ermita de la Mare de Déu de la Providència de Tortosa.[2]
- "La transfiguració de Jesús", ubicat a l'església parroquial El Salvador de Castelló de la Plana.[2]
- A l'Ermita de la Mare de Déu de l'Aldea, a l'interior de l'església de Santa Maria hi trobem dues obres: "Aigua. Mare de Déu de l'Aldea", de 5 x 4 metres, de l'any 2013; i "Sega de l'arròs. Acció de gràcies a la Mare de Déu", de 4,6 x 3,5 metres, de l'any 2014.[3]

També és l'autor del llibre "La protesta nuclear. Una opció energètica contestada".

## Obres
- La protesta nuclear a Catalunya: una opció energètic contestada. Barcelona: Fundació Roca i Galès, 1979. 197 p. ISBN 8423201465